# Olof Bruce
Nils Olof Bruce (i riksdagen kallad Bruce i Stockholm), född 25 oktober 1867 i Högestads församling, död 25 augusti 1942 på Styrsö, var en svensk lärare, ämbetsman och politiker (liberal).
Olof Bruce, som var son till en smed, tog folkskollärarexamen i Lund 1888 och var därefter folkskollärare i Åkarp 1888-1908 och lärare vid Hvilans folkhögskola 1893-1909. Han övergick till Folkskoleöverstyrelsen 1914 och var slutligen chef för Skolöverstyrelsens folkskoleavdelning 1926-1934.
Han invaldes i riksstyrelsen för Sveriges allmänna folkskollärareförening 1906 och blev organisationens ordförande 1920. Han ingick också i ett antal statliga utredningar i skolfrågor.
Olof Bruce var riksdagsledamot 1912-1917 i första kammaren för Malmöhus läns valkrets och tillhörde i riksdagen liberala samlingspartiet. I riksdagen var han bland annat suppleant i statsutskottet 1912-1917. Han engagerade sig främst i utbildningspolitik och skrev sex egna motioner om t ex lärares resestipendier o löneförbättringar. 
Olof Bruce har även författat läroböcker i geografi för folkskolan (1921) och högre folkskolan (1926) och översatt flera pedagogiska arbeten till svenska.